# Championnat de Bonaire de football 2014
Navigation
Saison précédente Saison suivante
La saison 2014 du Championnat de Bonaire de football est la troisième édition du Kampionato, le championnat de première division à Bonaire. Les neuf équipes de l'île sont regroupées au sein d’une poule unique où elles s’affrontent au cours de plusieurs phases, avec des qualifications successives, jusqu'à la finale nationale. Du fait du faible nombre de formations, il n'y a qu'une seule division et aucun système de promotion-relégation en fin de saison.
C'est le Real Rincon qui est sacré cette saison après avoir battu le SV Estrellas en finale. Il s’agit du neuvième titre de champion de Bonaire de l’histoire du club, qui réalise le doublé en s'imposant face au SV Uruguay en finale de la Coupe de Bonaire.

## Les clubs participants
- SV Juventus
- Real Rincon
- SV Uruguay
- SV Estrellas
- SV Vespo
- Atlétiko Flamingo
- SV Vitesse
- Atlétiko Terra Kora
- Arriba Perú

## Compétition
Le barème utilisé pour établir le classement est le suivant :
- Victoire : 3 points
- Match nul : 1 point
- Défaite : 0 point

### Saison régulière
| Rang | Équipe              | Pts | J  | G  | N | P  | Bp | Bc | Diff |
| ---- | ------------------- | --- | -- | -- | - | -- | -- | -- | ---- |
| 1    | Real Rincon         | 44  | 16 | 14 | 2 | 0  | 75 | 13 | +62  |
| 2    | SV JuventusT        | 40  | 16 | 13 | 1 | 2  | 73 | 17 | +56  |
| 3    | SV Uruguay          | 35  | 16 | 11 | 2 | 3  | 51 | 22 | +29  |
| 4    | SV Estrellas        | 26  | 16 | 8  | 2 | 6  | 32 | 16 | +16  |
| 5    | SV Vespo            | 20  | 16 | 6  | 2 | 8  | 36 | 27 | +9   |
| 6    | Atlétiko Flamingo   | 18  | 16 | 5  | 3 | 8  | 21 | 53 | -32  |
| 7    | SV Vitesse          | 12  | 16 | 3  | 3 | 10 | 26 | 42 | -16  |
| 8    | Arriba Perú         | 8   | 16 | 2  | 2 | 12 | 16 | 66 | -50  |
| 9    | Atlétiko Terra Kora | 4   | 16 | 1  | 1 | 14 | 16 | 90 | -74  |

|  | Qualification pour le Kaya 4 |
|  | T : Tenant du titre          |

### Kaya 4
| Rang | Équipe       | Pts | J | G | N | P | Bp | Bc | Diff |  | Résultats (▼ dom., ► ext.) | Rea | Est | Juv | Uru |
| ---- | ------------ | --- | - | - | - | - | -- | -- | ---- |  | -------------------------- | --- | --- | --- | --- |
| 1    | Real RinconC | 10  | 6 | 3 | 1 | 2 | 11 | 8  | +3   |  | Real RinconC               |     | 1-0 | 5-1 | 2-0 |
| 2    | SV Estrellas | 8   | 6 | 2 | 2 | 2 | 6  | 5  | +1   |  | SV Estrellas               | 3-1 |     | 0-0 | 1-1 |
| 3    | SV JuventusT | 8   | 6 | 2 | 2 | 2 | 6  | 6  | 0    |  | SV JuventusT               | 0-0 | 0-1 |     | 1-0 |
| 4    | SV Uruguay   | 7   | 6 | 2 | 1 | 3 | 7  | 11 | -4   |  | SV Uruguay                 | 4-2 | 2-1 | 0-4 |     |

|  | Qualification pour la finale nationale                   |
|  | T : Tenant du titre C : Vainqueur de la Coupe de Bonaire |

### Finale nationale
| 5 décembre 2014 | Real Rincon      | 1 - 1 | SV Estrellas | Kompleho Deportivo Antonio Trenidad, Rincon |  |
|                 | Frans 30e (pen.) |       | 46e Semeleer |                                             |  |

| 5 décembre 2014 | SV Estrellas | 0 - 2 | Real Rincon    | Kompleho Deportivo Antonio Trenidad, Rincon |
|                 |              |       | Francis · Piar |                                             |

## Bilan de la saison
| Championnat de Bonaire de football 2014 |                        |
| Champion                                | Real Rincon (9e titre) |
| Coupes et trophées                      |                        |
| Vainqueur de la Coupe de Bonaire 2014   | Real Rincon            |
| Qualifications continentales            |                        |
| CFU Club Championship 2015              | Aucun                  |
| Promotions et relégations               |                        |
| Promus en Kampionato                    | Aucun                  |
| Relégués                                | Aucun                  |